# Jean Dausset
Jean Baptiste Gabriel Joachim Dausset  (Tolosa de Llenguadoc, 1916 - Palma, 6 de juny de 2009) fou un metge immunologista i professor universitari occità guardonat amb el Premi Nobel de Medicina o Fisiologia l'any 1980.

## Biografia
Va néixer el 19 d'octubre de 1916 a la ciutat occitana de Tolosa de Llenguadoc, capital del departament francès de l'Alta Garona. De ben petit la seva família es traslladà a Biarritz i posteriorment a París. Va estudiar medicina a la Universitat de París, però els hagué de suspendre per la seva mobilització durant la Segona Guerra Mundial. En acabar la guerra finalitzà els estudis i el 1946 fou nomenat cap de medicina clínica de la Facultat de Medicina de París, d'on fou també professor d'hematologia, i el 1963 fou nomenat cap del servei immunològic de l'Hospital de Saint Louis a París.
Fill adoptiu de la ciutat de Sóller, l'any 2003 fou nomenat Doctor Honoris Causa per la Universitat de les Illes Balears.
L'any 2005 li fou concedit un dels Premis Ramon Llull concedits pel Govern de les Illes Balears en reconeixement de la seva capacitat de compaginar la ciència pura amb les aplicacions pràctiques al servei de l'home i la societat, que l'ha fet mereixedor del Premi Nobel; i per haver mantengut vius el vincles que l'uneixen des de temps enrere amb les Illes Balears.
Morí el 6 de juny de 2009 a la ciutat de Palma (Mallorca), a l'edat de 92 anys, degut a complicacions de pneumònia. Passa el darrers anys de la seva vida en terres catalanes, acompanyat de la seva dona Rosita Mayoral.

## Recerca científica
Inicià els seus estudis sobre la sang a la finalització de la Segona Guerra Mundial, centrant-se concretament en la transfusió de sang. Posteriorment orientà la seva recerca vers la immunologia i el 1958 describí el complex d'histocompatibilitat principal (MHC). Els seus estudis sobre la histocompatibilitat li permeteren descobrir els antígens dels leucòcits humans (HLA), un dels factors responsables del rebuig d'òrgans i teixits trasplantats.
L'any 1980 fou guardonat amb el Premi Nobel de Medicina o Fisiologia, premi compartit amb Baruj Benacerraf i George Davis Snell, pels descobriments relacionats amb estructures determinades per la genètica a la superfície de la cèl·lula que regulen les reaccions immunològiques.
L'any 1984 creà el Centre d'etude du polymorphisme humaine (CEPH), rebatejat posteriorment com a Fundació Jean Dausset-CEPH, centre de recerca genètica situat a París.